# Моди
Моди (грч. Μόδι) је насељено место у општини Бешичко Језеро у периферији Средишња Македонија, Грчка. Према попису из 2021. године било је 326 становника.
Према бугарском географу и историчару, Василу Канчову, у Модију је 1900. године живело 550 Грка. После Балканских ратова у селу је остало само 45 житеља, јер је током рата било напуштено. На попису из 1991. године Моди је имао 379 становника, од чега су већина чинили досељене грчке избеглице.